# Blue Earth
Blue Earth ist eine Stadt im US-Bundesstaat Minnesota mit rund 3.174 Einwohnern (Stand: Volkszählung 2020). Sie ist Verwaltungssitz des Faribault County.

## Geographie
Blue Earth liegt zentral im Süden von Minnesota. Rund 15 Kilometer südlich verläuft die Grenze zu Iowa. Nach den Angaben des United States Census Bureau beträgt die Fläche der Stadt ein Areal von 8,2 Quadratkilometer.

## Geschichte
Blue Earth wurde 1856 gegründet. Seinen Namen erhielt es durch den Blue Earth River. Aufgrund des natürlich schwarzen Lehms am Flussufer erhielt dieser den indianischen Namen Mahkota (was Blue Earth bedeutet), der dann später auch für als Name der Stadt verwendet wurde.

### Bevölkerungsentwicklung
| 1970  | 1980  | 1990  | 2000  | 2020  |
| ----- | ----- | ----- | ----- | ----- |
| 3.965 | 4.132 | 3.745 | 3.621 | 3.174 |

## Demographie
Nach der Volkszählung im Jahr 2000 leben in Blue Earth 3621 Menschen in 1535 Haushalten und 925 Familien. Ethnisch betrachtet setzt sich die Bevölkerung aus über 96 Prozent weißer Bevölkerung und einer spanisch bzw. latino-amerikanischen Minderheit zusammen.
In 27,6 % der 1535 Haushalte leben Kinder unter 18 Jahren, in 49,8 % leben verheiratete Ehepaare, in 7,9 % leben weibliche Singles und 39,7 % sind keine familiären Haushalte. 36,3 % aller Haushalte bestehen ausschließlich aus einer einzelnen Person und in 20,7 % leben Alleinstehende über 65 Jahre.
Auf die gesamte Stadt bezogen setzt sich die Bevölkerung zusammen aus 23,1 % Einwohnern unter 18 Jahren, 6,5 % zwischen 18 und 24 Jahren, 21,9 % zwischen 25 und 44 Jahren, 22,7 % zwischen 45 und 64 Jahren und 25,8 % über 65 Jahren. Der Median beträgt 44 Jahre. Etwa 56 % der Bevölkerung ist weiblich.
Der Median des Einkommens eines Haushaltes beträgt 34.940 USD, der einer Familie 42.377 USD. Das Pro-Kopf-Einkommen liegt bei 18.037 USD. Etwa 8,0 % der Bevölkerung und 4,3 % der Familien leben unterhalb der Armutsgrenze.

## Persönlichkeiten
- Jim Hagedorn (1962–2022), Politiker

## Sehenswürdigkeiten
Zu den Sehenswürdigkeiten von Blue Earth zählen:
- die über 16 Meter hohe Jolly-Green-Giant-Statue ist ein Symbol des Nahrungsmittelhersteller Green Giant
- das in das National Register of Historic Places eingetragene Faribault County Courthouse aus dem 19. Jahrhundert